# Jon Eirik Lundberg
Jon Eirik Lundberg (født 1. maj 1974 i Son) er en norsk forfatter, digter, filosof og leder af Læsø Kunsthal.
Som 24-årig flyttede han fra Oslo til København for at skrive digte, og læse filosofi på Københavns Universitet med start i 2008.

## Privat
Jon Eirik Lundberg åbnede sammen med den norske kunsthåndværker Helene Høie Læsø Kunsthal i 2012, hvor også hendes værker blev formidlet.